# Cvi Hirš Goitain
Cvi Hirš Goitein (hebrejsky צבי הירש גויטיין‎, v latince též Zvi Hirsch Goitain, 1805, Hőgyész nebo Balašské Ďarmoty – 24. července 1859, Hőgyész) byl maďarský rabín, bejt din a náboženský spisovatel z rodu moravských rabínů Goiteinů.

## Život

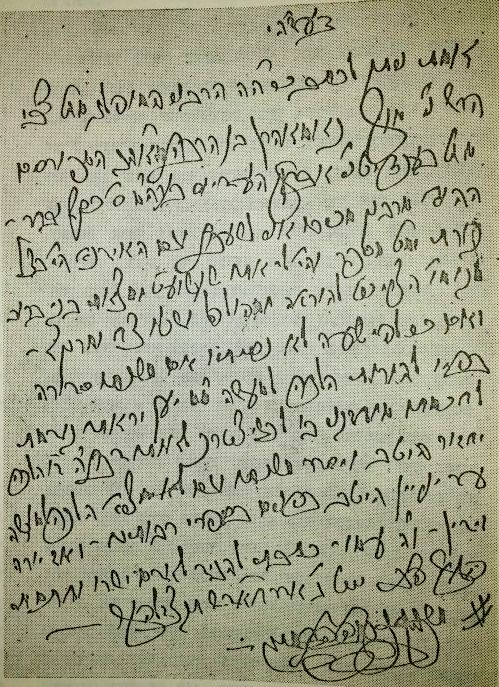
Autorizační dopis rabína Chatama Sofera pro Cviho Hirše Goiteina

Narodil se v Uhrách a jako syn rabiho Barucha Bendita Goiteina z moravského Kojetína. V dětství se učil hlavně od svého otce a sblížil se též s rabínem Me'irem Eisenstädterem. Poté studoval v Bonyhádu v ješivě rabiho Cviho Hirše Hellera, kde studoval mj. Maimonidovy spisy.
V roce 1836 nebo 1837 jej Chatam Sofer vysvětil na rabína[zdroj?] a poté vykonával rabínskou funkci ve městě Szentendre. Zde sloužil až do smrti svého otce a poté převzal jeho místo jako rabín v Hőgyészsi, kde setrval až do své smrti v roce 1859.
Ve svém spise „Jad Moše“ se zabývá narážkami na 18 micvot podle Maimonidova řádu implikovaného v Parašat ha-Azinu. Jeho další spisy a responsa k učení halachy byly otištěny v knize „Zichron Avot“ (1931), která zahrnuje mylšenky a inovace z učení rabínů z rodiny Goiteinů.

## Manželství a rodina
V roce 1823 se oženil se Sarah (Zuli) rozenou Tellerovou. 
- Syn Elijahu Menachem Goitein se stal jeho nástupcem ve funkci rabína v Hőgyészsi
  - Jeho vnuk, Josef Šlomo Goitein, rabín, zahynul během holocaustu, byl posledním z hőgyészských rabínů před druhou světovou válkou
  - Jeho vnuk pojmenovaný po něm, rabi Cvi Hirsch Goitein byl rabín z Kodaně [4]
  - Jeho vnuk je rabi Jechezkel (Edward) Goitein, rabín z Burgkunstadtu
    - Prof. Šlomo Dov Goitein, historik orientalista, jeden z největších historiků dějin Židů v islámských zemích a káhirské genizy
- Jeho syn Gabor (Gabriel Gedalja) Goitein byl rabínem v Karlsruhe
  - Jeho vnučka Rachel Goitein-Straussová byla izraelská lékařka a sociální aktivistka narozená v Německu, zakládající členka nadace Akim